# سلوان جورج
سلوان جورج (من مواليد 15 أغسطس 1990) هو مصور صحفي عراقي أمريكي اشتهر بحصوله على جائزة بوليترز في عام 2020 كجزء من مشاركة طاقم صحيفة واشنطن بوست التي تغطي تغير المناخ في جميع أنحاء العالم.

## النشأة والتعليم
ولد سلوان في بغداد، العراق. بحلول سن الثامنة، أصبحت الحياة في العراق "شبه مستحيلة" بالنسبة لعائلته، فاستقروا في سوريا لتجنب الاضطرابات الاقتصادية. أمضى ست سنوات في دير مسيحي أرثوذكسي خارج دمشق. أثناء وجوده في سوريا، فقد ست سنوات من التعليم، لأنه لم يتمكن من الذهاب إلى المدرسة بسبب وضعه كلاجئ. وصل إلى مترو ديترويت كمراهق في عام 2004. كان الأمر صعبًا في البداية؛ إذ لم يكن والداه يتحدثان الإنجليزية وكانا يواجهان صعوبة في العثور على عمل. بعد انقطاعه عن التعليم لمدة ست سنوات، وبلا مدرس خاص وبلا مهارات اللغة الإنجليزية، فشل في جميع الدورات الدراسية تقريبًا في ثانوية ساوثفيلد-لثروب. أصبح يتقن اللغة الإنجليزية، ثم أمضى عامين في كلية أوكلاند المجتمعية، وفي سن الرابعة والعشرين تخرج مع مرتبة الشرف من جامعة أوكلاند بدرجة البكالوريوس في الصحافة.
بدايته في التصوير الفوتوغرافي جاءت من استخدام كاميرا أحد هواتف آيفون المبكرة لتوثيق قصته وقصة عائلته في الولايات المتحدة.

## مهنة التصوير الصحفي
بدأ سلوان حياته المهنية في مجال التصوير الصحفي في جامعة أوكلاند. درس هناك لمدة عامين وكان محررًا للصور في صحيفة الحرم الجامعي. أثناء الدراسة كان متدربًا في صحيفة ديترويت فري برس، وتم تعيينه هناك بعد التخرج. في عام 2017 انتقل إلى صحيفة واشنطن بوست كمصور للموظفين.
في عام 2014 بدأ مشروعًا طويل الأمد لاستكشاف المجتمع العراقي الأمريكي؛ وكان هذا تحت رعاية الإرشاد من مركز أندرسون رانش للفنون. كان هذا أمرًا شخصيًا بالنسبة له ويعتمد على تجاربه الحياتية. تم تغطيتها لأول مرة بواسطة صحيفة ديترويت فري برس، ثم في عام 2017 بواسطة صحيفة واشنطن بوست.
في عام 2020، كان عضوًا في فريق صحيفة واشنطن بوست الذي فاز بجائزة بوليتزر عن فئة الصحافة التفسيرية عن تغطيتها للاحتباس الحراري العالمي. وقد أشارت الجائزة إلى سلسلة رائدة أظهرت بوضوح علمي التأثيرات المروعة لدرجات الحرارة القصوى على الكوكب.
في عام 2021 فاز بجائزة مصور العام الدولية لأفضل صور عن تغطيته لاحتجاجات جورج فلويد وجائحة 2020 والانتخابات الرئاسية المتنازع عليها.
في عام 2022، فاز سلوان بالميدالية الذهبية لجائزة كافلي للصحافة العلمية عن تقاريره العلمية. سافر إلى متنزه تونغاس الوطني في ألاسكا لتصوير شجرة شوح قديمة مهيبة كان من المقرر قطعها. وقد ساهم في توضيح مدى الخطر الذي يهدد المناخ بسبب فقدان النباتات القديمة. لقد تم إنقاذ شجرة الشوح وهي لا تزال قائمة.
في عام 2023 فاز بجائزة سيينا الدولية للتصوير الفوتوغرافي باعتباره مصور العام. أظهرت صورته التي التقطها خلال الحرب الروسية الأوكرانية، والتي تحمل اسم "جورجي"، "الألم وعدم معنى الحرب".
وفي عام 2023 عاد إلى العراق لأول مرة منذ 25 عامًا لإكمال مشروع الفيلم الوثائقي العائلي الذي بدأه سابقًا باستخدام الآيفون. لقد كان لديه "إحساس مذهل بالإغلاق"، حيث أعاد الاتصال بجذوره. وأدرك أن العراق قد تغير بشكل ملحوظ على مر السنين.
جورج هو الفائز مرتين بمسابقة Northern Short Course كمصور العام.

### الاحتباس الحراري العالمي
لدى سلوان اهتمام خاص بمكافحة ظاهرة الاحتباس الحراري. ويرى أن للمصور الصحفي دوراً مهماً يلعبه، إلى جانب العلماء؛ مشيراً إلى أن التصوير الفوتوغرافي قادر على تصوير ما يتحدث عنه العلماء، كما أنه قادر على مشاركته مع بقية العالم. "نحن بحاجة إلى بعضنا البعض للقيام بالعمل."